# 文昌阁 (溪口)
文昌阁，又名奎阁、乐亭，是中国浙江省宁波市奉化区的一组建筑，位于溪口镇潭墩山顶，始建于清雍正年间，原为溪口文人聚会和祭拜文昌帝君的场所。1924年由蒋中正出资重建，此后成为蒋中正和宋美龄回溪口时的居所。1939年，文昌阁毁于日军轰炸，后于1986年依照炸毁前的形制重建。2006年，文昌阁成为全国重点文物保护单位。

## 历史
文昌阁始建于清雍正九年（1731年），原为溪口文昌会、锦溪书斋文人聚会和祭拜文昌帝君的场所。至20世纪初，文昌阁已经破败。1921年12月，蒋中正曾在其日记中提到重建文昌阁并改建为图书馆的设想。1924年蒋中正回乡扫墓时，委托兄长蒋介卿负责重建文昌阁，次年完工。蒋中正作《武岭乐亭记》，将重建后的建筑称为乐亭，希望溪口乡民能在此“朝夕游乐”，书法家谭延闿曾书写此文:10-11。1927年12月蒋中正与宋美龄完婚后，文昌阁成为蒋宋二人的别墅和私人藏书楼。西安事变后的1937年1月13日，张学良曾被蒋中正软禁于文昌阁，24日转移至雪窦寺旁的中国旅行社雪窦山招待所:62。当年，汪精卫看望蒋中正时，也曾在此寄宿。抗日战争期间的1939年12月12日，文昌阁毁于日军轰炸，1986年由中华人民共和国政府依照被毁前的样式修复，次年竣工:1007。

## 建筑

溪口文昌阁平面图

文昌阁建筑群位于溪口武山南端的潭墩山之上，下有深潭称武岭潭，也称碧潭，清代曾有“奎阁凌霄”、“碧潭观鱼”之景，皆为当时溪口十景之一。整个建筑群由文昌阁、乐亭、水塔、跳水台、憩水桥组成，建筑面积735平方米，占地8000平方米。
文昌阁为建筑群的主体建筑。建筑呈凸字形，坐东南朝西北，主体为重檐歇山顶砖木结构建筑，正脊正中为明珠宝塔。突出部分为单檐歇山顶，面向剡溪。建筑面阔三间，宽19.27米，深14.34米，四周有回廊，回廊东西开门，东连乐亭，西连憩水桥。文昌阁下层为蒋中正会客室，上层为蒋、宋夫妇的卧室。建筑东门与小洋房、跳水台相通，西门与憩水桥相通。
水塔位于文昌阁附近，供应文昌阁及小洋房、丰镐房自来水。水塔为砖混结构，六柱支撑，对角直径3.6米，上有飞檐，水塔四周有护栏。
乐亭距离文昌阁约10米，为蒋中正私人藏书楼。建筑坐南朝北，为二层重檐歇山顶砖木结构建筑，正脊有葫芦宝瓶。建筑面阔三间，宽6.8米，深4.46米，建筑面积171平方米，一层明间通往文昌阁主体建筑，西次间楼梯通往二层。前左有陈立夫于20世纪80年代书写的《乐亭记》:11，右有奉化山水画家王康乐书写的《乐亭春晓》碑。
憩水桥位于文昌阁西南的石阶下，碧潭之上，初建时为平桥。1929年，应宋美龄要求，蒋中正邀请翁文濤改建为拱桥。憩水桥为钢筋水泥结构，长5.05米，宽2.19米，两侧有西式护栏。建成后，蒋中正与宋美龄常在此垂钓观鱼:52。
跳水台位于文昌阁和小洋房之间，边长20米，面向剡溪，后通过台阶与文昌阁和小洋房相通。蒋经国在小洋房学习之余，曾和蒋方良在此跳水游泳。

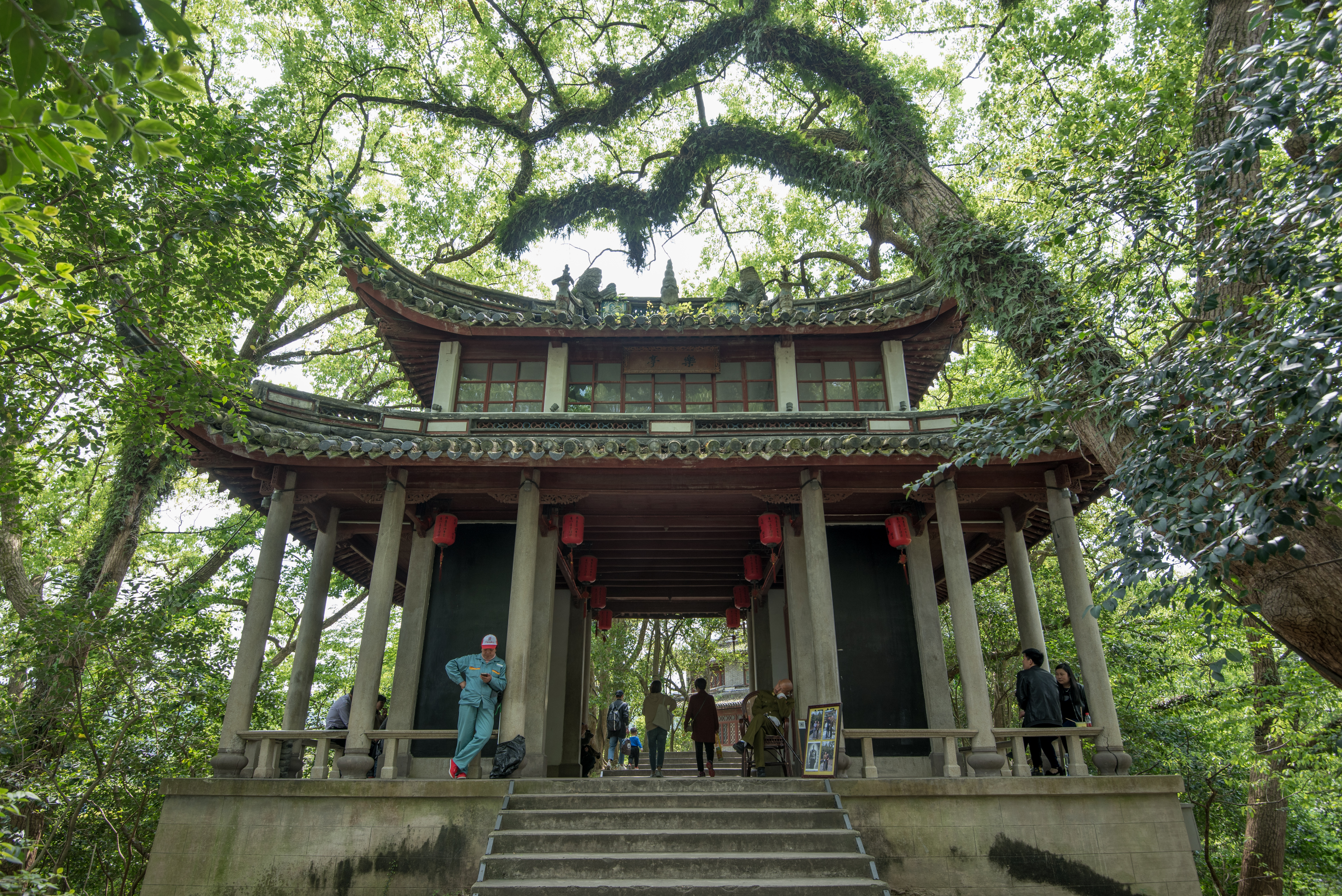
乐亭
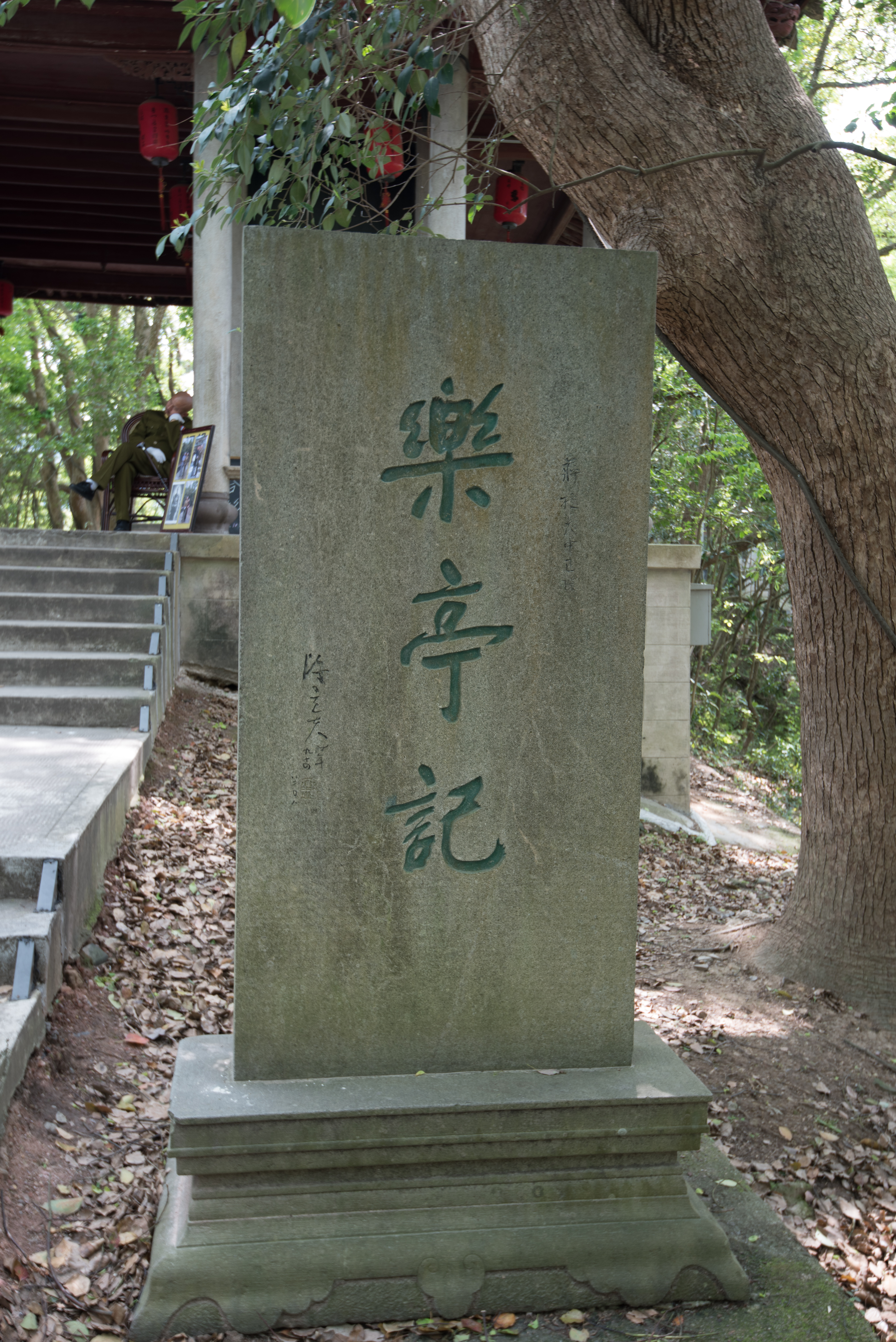
陈立夫《乐亭记》碑
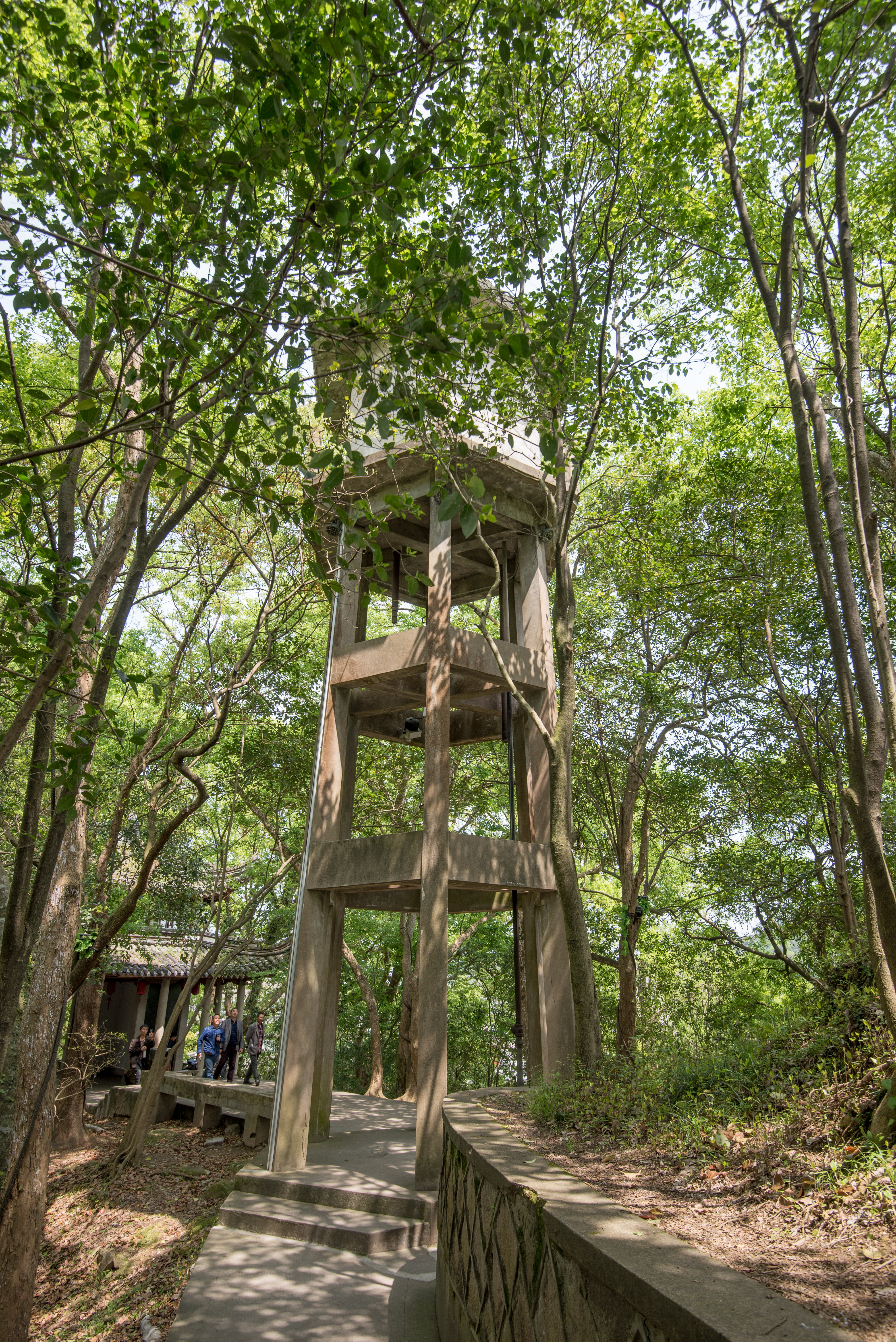
水塔
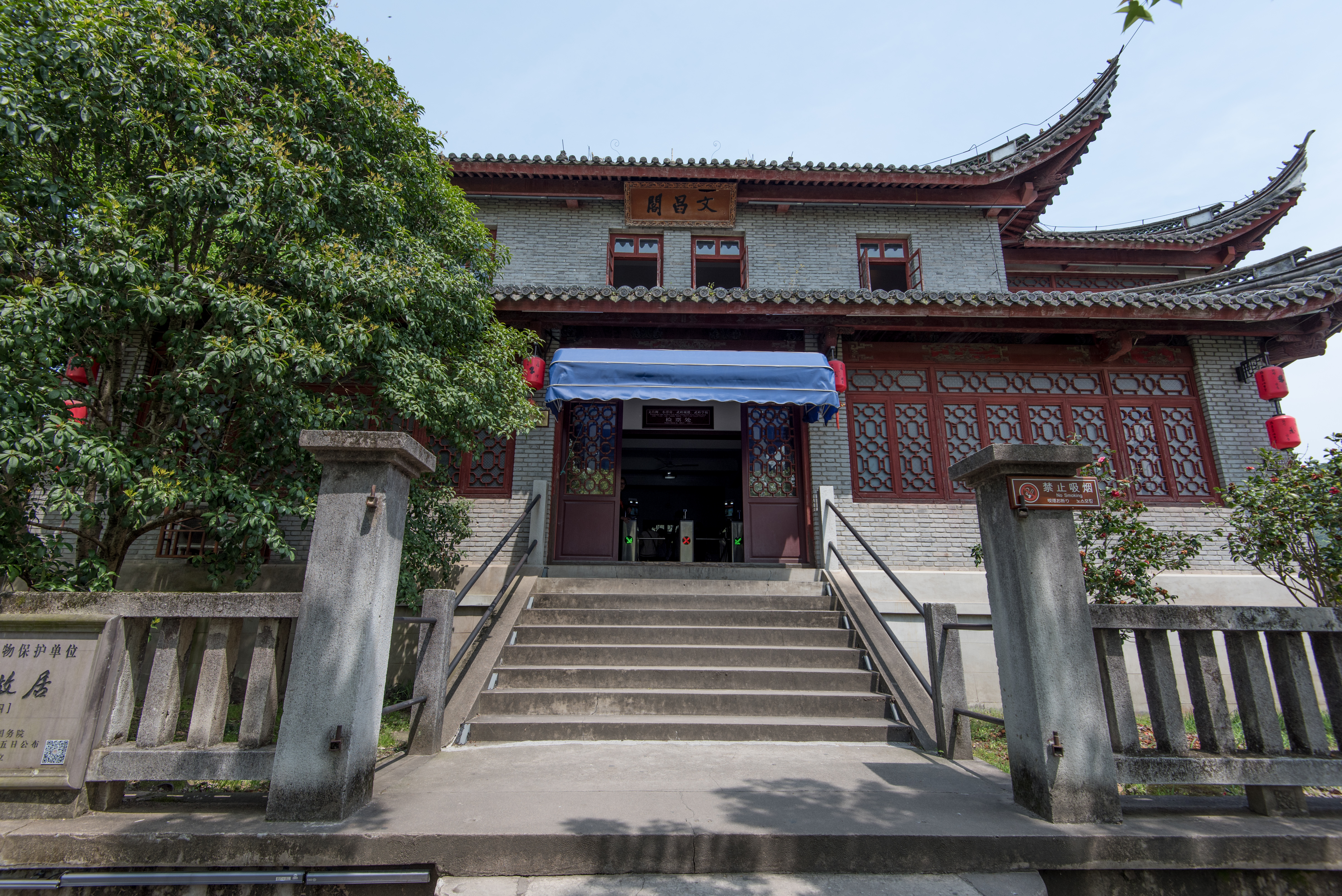
文昌阁
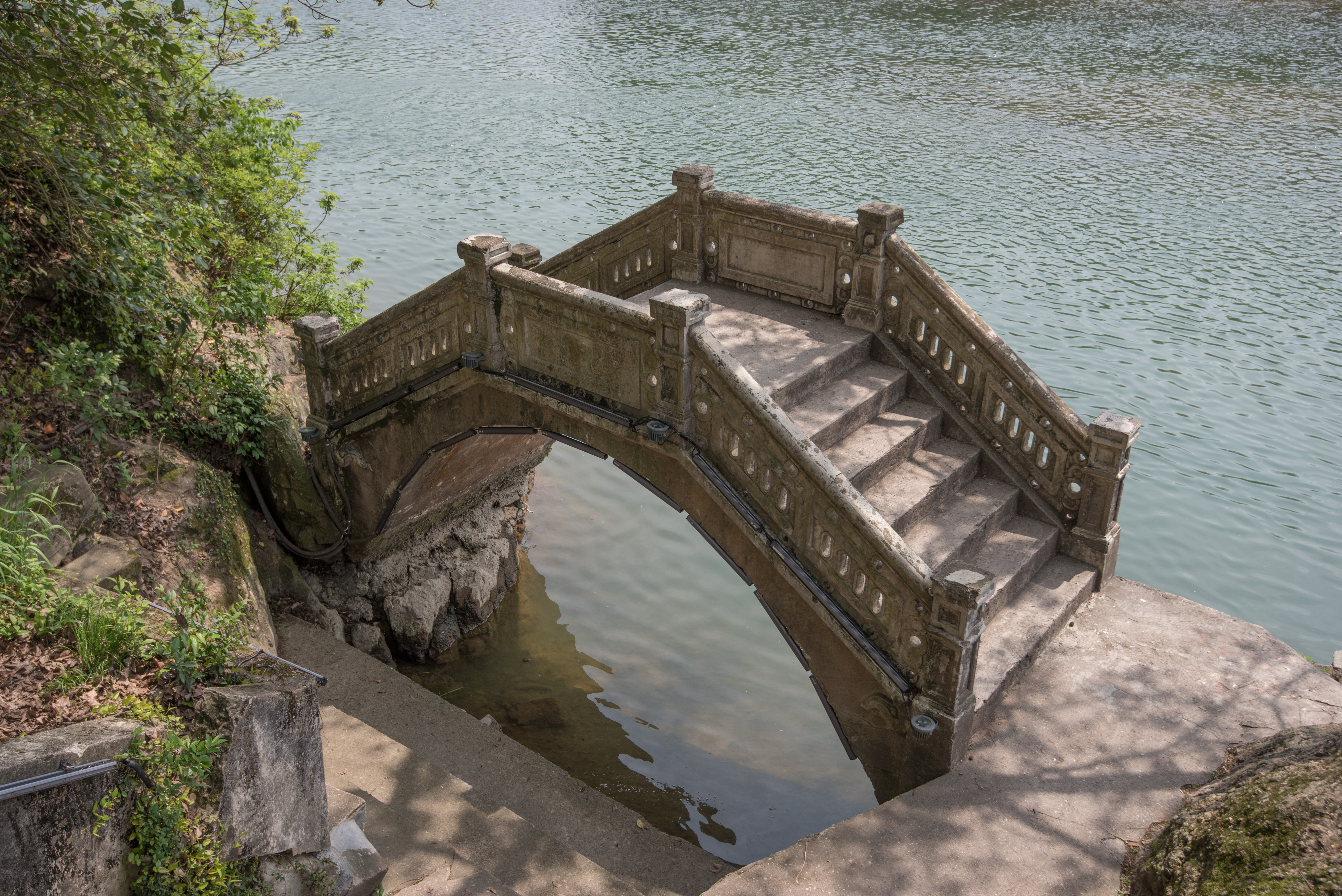
憩水桥

## 重建、保护和利用
文昌阁于1939年毁于日军轰炸，抗日战争结束后并未重建。1986年4月，中华人民共和国政府拨款30万元人民币，由东阳县木雕营造厂复建文昌阁，次年竣工，内部依蒋宋卧室布置，并展示两人生活照片。2006年第六批全国重点文物保护单位公布时，文昌阁以“文昌阁（遗址）”的名义和蒋母墓、蒋氏宗祠等建筑以“溪口镇建筑群”的名义并入第四批全国重点文物保护单位蒋氏故居。建筑的保护范围东、西至潭墩山山脚，南至剡溪，北至武岭路。